# كونراد ريختر
كونراد ريختر (بالإنجليزية: Conrad Richter)‏‏ (13 أكتوبر 1890 - 30 أكتوبر 1968 في بوتسفيل) كاتب، وصحفي، وروائي، وكاتب مسرحي، وكاتب سيناريو من الولايات المتحدة.

## الجوائز
- جائزة الكتاب الوطني  [لغات أخرى]‏
- الجائزة الوطنية للكتاب عن فئة الخيال  [لغات أخرى]‏

## روابط خارجية
- كونراد ريختر على موقع IMDb (الإنجليزية)
- كونراد ريختر على موقع الموسوعة البريطانية (الإنجليزية)
- كونراد ريختر على موقع قاعدة بيانات الأفلام السويدية (السويدية)
- كونراد ريختر على موقع إن إن دي بي (الإنجليزية)
- كونراد ريختر على موقع قاعدة بيانات الفيلم (الإنجليزية)